# パラントロプス・ロブストス
パラントロプス・ロブストス (Paranthropus robustus) は、1938年に南アフリカ共和国で発見された化石人類の一種である。この種は頭蓋骨が左右方向に広がって顔面も広くなり、咀嚼力（噛む力）が強くなった。アウストラロピテクスよりも頑強な種で、人類学者のロバート・ブルームは新たにパラントロプス属を設けた。
パラントロプス・ロブストスは、200万から250万年前に存在したと考えられる。

## 研究史
レイモンド・ダートがアウストラロピテクス・アフリカヌスを発見して以来、ブルームはダートの、ホモ・サピエンスの祖先はアウストラロピテクス・アフリカヌスであるという説に賛同していた。ブルームはスコットランドの医者だったが、南アフリカで発掘を始めた。1938年、70歳のブルームはスワートクランズでダートが発見したアウストラロピテクス・アフリカヌスとよく似た頭蓋骨の破片と歯の化石を発見した。
しかし頭蓋骨はダートが発見したものよりかなり頑丈そうだった。以降パラントロプス・ロブストスの化石はクロムドライ、スワートクランズ、ドリモレン、ゴンドリン、クーパーズのみ見つかっている。スワートクランズの洞窟では130個体分とされる骨が見つかった。歯の形状の研究によって、17歳まで生きた者は滅多にいなかったことが明らかとなった。
パラントロプス・ロブストスは初めて発見された頑丈型の化石人類であり、アウストラロピテクス・アフリカヌスに次ぐ2番目の化石猿人の発見であった。ブルームの発見は、ホモ・サピエンスへと続く進化の軌跡は真っ直ぐなものではなく多くの分岐を持っていたことを明らかにした。

## 形態
パラントロプス・ロブストスはパラントロプス属に典型的な外見を持ち、頭蓋の形はゴリラに近い。しかしゴリラより頑丈な顎と人間に近い咬面の歯を持つ。ブルームはまた、オスでは強大な側頭筋（咀嚼筋の一つ。側頭部と下顎骨の筋突起を結ぶ）を支えるように頭の前後方向に矢状稜があったことも報告しており、これはゴリラとも共通する形質である。Eurydiceと名づけられた頭蓋骨の化石は1994年に南アフリカ共和国のドリモレン洞窟で、アンドレ・カイザーらによって発見され、230万年前のメスのものだと推定された。
パラントロプス・ロブストスのオスは身長120cm、体重54kgで、メスは身長1m以下、体重40kgしかなかった。明らかに性的二型である。歯はP. boiseiのものと同程度の大きさだった。
ブルームは自身が発見したものを精査し、人間のものよりもゴリラに近い奥歯のサイズについて記した。パラントロプス・ロブストスは開けた平地やサバナに出てくるまでナッツや塊根のような固い食物を食べていたと推測されている。脳の平均的な大きさは410から530mlしかなく、ゴリラの脳の大きさとそれほど違わない。